# A NATO egységesített katonai jelölésrendszere
A NATO egységesített katonai jelölésrendszere (NATO Joint Military Symbology) a NATO szabványa a katonai egységek jelölésére. A szabvány eredetileg 1986-ban jelent meg Allied Procedural Publication 6 (APP-6), NATO Military Symbols for Land Based Systems néven. A szabvány az évek során fejlődött, és jelenleg az ötödik változata (APP-6D) az aktuális. A cél a NATO interoperabilitásának fokozása az egységes szimbólumrendszerrel. Az APP-6 egységes katonai szimbólumrendszert alkotott a szárazföldi, légi, űrbeli és tengeri bázisú alakulatok és egységek jelölésére, amely felhasználható automatizált térkép-megjelenítő rendszerekhez, de akár kézi térképjelöléshez is.

## Hazai példa a NATO egységesített katonai jelölésrendszerére
| MH 25. Klapka György Lövészdandár                                      | MH 25. Klapka György Lövészdandár                                                                                 | MH 25. Klapka György Lövészdandár          |
| Harcoló alegységek                                                     | Harcbiztosító alegységek                                                                                          | Logisztikai alegységek                     |
| ---------------------------------------------------------------------- | --- | ------------------------------------------ |
| 25/1. Lövészzászlóalj 25/2. Lövészzászlóalj 25/11. Harckocsi-zászlóalj | Törzstámogató század 36. Páncéltörő rakétaosztály 101. Ágyútarackos tüzérosztály 57. Helyőrség-támogató zászlóalj | Logisztikai zászlóalj Egészségügyi központ |

## Ikonológia

A különböző módosítók helyzete a szimbólum (A) körül

A szárazföldi erők kapcsán használt ikon felépítése. A képen látható számok jelzik az alapikon (A, lilás) módosító lehetőségeit. Néhány módosítót – képesség, létszám – a következő fejezetek mutatnak be.
| Betűkód | Megnevezés                      | Szöveges kiegészítés     | Grafikus kiegészítés     | Szám kiegészítés         | Magyarázat |
| ------- | ------------------------------- | ------------------------ | ------------------------ | ------------------------ | --- |
| A       | Alapikon                        |                          |                          |                          | Egy szimbólum legbelső része, amely egy katonai objektum. Ezeket az 'Egységek ikonjai fejezet mutatja be! |
| B       | Parancsszint                    |                          | x                        |                          | Parancsszint-azonosító. |
| C       | Egység méret                    | x                        |                          |                          | Lásd az Egység méret jelzések fejezetet! |
| D       | Csoport-azonosító               |                          | x                        |                          | Csoport- vagy tevékenységazonosító. |
| E       | szándékosan nem használt        | szándékosan nem használt | szándékosan nem használt | szándékosan nem használt | szándékosan nem használt |
| F       | Újraszervezett vagy csökkentett | x                        |                          |                          | (+) megerősítés (-) csökkentés (±) megerősítés és csökkentés |
| G       | Megjegyzés                      | x                        |                          |                          | Tartalom alkalmazástól függ. |
| H       | További info                    | x                        |                          |                          | Tartalom alkalmazástól függ. |
| I       | szándékosan nem használt        | szándékosan nem használt | szándékosan nem használt | szándékosan nem használt | szándékosan nem használt |
| J       | Minősítés                       | x                        |                          |                          | Megbízhatósági besorolás: A teljesen megbízható B általában megbízható C meglehetősen megbízható D általában nem megbízható E nem megbízható F megbízhatóság nem ítélhető meg. Hitelességértékelés: 1 más források által megerősítve 2 valószínűleg igaz 3 esetleg igaz 4 kétségtelenül igaz 5 valószínűtlen 6 igazság nem ítélhető meg. |
| K       | Harcérték                       | x                        |                          |                          | Hatékonyság: teljesen működőképes (FO) lényegében működőképes (SO) részben üzemképes (MO) nem üzemképes (NO) ismeretlen (UNK) |
| L       | Beazonosítás                    | x                        |                          |                          | "!" ellenség elektronikusan beazonosítható |
| M       | Elöljáró                        | x                        |                          |                          | magasabb fokozatú parancs számát vagy címét jelzi (a hadtestet római számokkal jelöljük). |
| N       | Ellenség                        | x                        |                          |                          | "ENY" = ellenség |
| O       | szándékosan nem használt        | szándékosan nem használt | szándékosan nem használt | szándékosan nem használt | szándékosan nem használt |
| P       | IFF/SIF                         | x                        |                          |                          | IFF/SIF azonosítási módokat és kódokat jelenít meg. Megjelenítési prioritás: 5. mód S mód 4. mód 2. mód 3. mód. |
| Q       | Mozgás irány                    |                          | x                        |                          | mozgási irány vagy tervezett mozgás |
| R       | Mobilitás                       |                          | x                        |                          | mobilitás |
| S       | Parancsnokság                   |                          | x                        |                          | |
| T       | Egyedi azonosító                | x                        |                          |                          | egyedileg azonosít adott szimbólumot vagy sávszámot |
| U       | szándékosan nem használt        | szándékosan nem használt | szándékosan nem használt | szándékosan nem használt | szándékosan nem használt |
| V       | Típus                           | x                        |                          |                          | berendezés típusa |
| W       | Dátum-idő                       |                          |                          | x                        | Alfanumerikus jelző a dátum-idő csoport (DDHHMMSSZMONYYYY) vagy az „O/O” megjelenítéséhez a rendelésre. |
| X       | Magasság/mélység                | x                        |                          |                          | Magasság, repülési szint, a víz alá süllyedt tárgyak mélysége, vagy a földön lévő berendezések vagy szerkezetek magassága. |
| Y       | Hely                            | x                        |                          |                          | A szimbólum helye fokban, percben és másodpercben vagy UTM vagy más megfelelő megjelenítési formátumban. |
| Z       | Sebesség                        | x                        |                          |                          | Sebesség. |
| AA      | Magasabb parancsnokság          | x                        |                          |                          | Elnevezett parancsok, például SHAPE, PACOM, CENTCOM, közös vagy koalíciós parancsok, például CJTF, JTF, MJTF. |
| AB      | Megtévesztés                    |                          | x                        |                          | Azonosít egy támadó vagy védekező egységet, amelynek célja, hogy elterelje az ellenség figyelmét a fő támadás területéről. |
| AC      | Telepítés                       |                          | x                        |                          | Telepítés jelölése |
| AD      | Platform                        |                          |                          | x                        | Elektronikus hírszerzési jelölés (ELNOT) vagy kommunikációs intelligencia jelölése (CENOT) |
| AE      | Bontási idő                     |                          |                          | x                        | A berendezés bontási ideje percben. |
| AF      | Közös azonosító                 | x                        |                          |                          | Példa: „Hawk” a Hawk SAM rendszerhez. |
| AG–AK   | szándékosan nem használt        | szándékosan nem használt | szándékosan nem használt | szándékosan nem használt | szándékosan nem használt |
| AL      | Működési állapot                |                          | x                        |                          | Működési állapot vagy kapacitás, csak egy színből áll. Repülőgép: Piros - sérült zöld - teljesen működőképes Rakéta: Piros – közvetlen veszély zöld – nincs fenyegetés |
| AM–AN   | szándékosan nem használt        | szándékosan nem használt | szándékosan nem használt | szándékosan nem használt | szándékosan nem használt |
| AO      | Elkötelezettség                 |                          | x                        |                          | 1) helyi/távoli állapotot 2) elkötelezettségi állapot 3) fegyvertípus. |
| AP–AQ   | szándékosan nem használt        | szándékosan nem használt | szándékosan nem használt | szándékosan nem használt | szándékosan nem használt |
| AR      | Speciális                       |                          |                          |                          | NRT és SIG |

## Egységek ikonjai
Szárazföldi egységek ikonja mindig keretezett. Az itt felsorolt ikonok az A (lila) mezőbe kerülnek.
| Egység                                               | Baráti | Ellenséges | Semleges | Ismeretlen | Angolul                                                        | Jegyzet |
| ---------------------------------------------------- | ------ | ---------- | -------- | ---------- | -------------------------------------------------------------- | --- |
| Légvédelem                                           |        |            |          |            | Air defence, anti-aircraft warfare                             | Védőkupola jel. |
| Lőszer 1.                                            |        |            |          |            | Ammunition                                                     | Stilizált lőszer. |
| Harckocsielhárítás                                   |        |            |          |            | Anti-tank warfare                                              | Támadó, szúró háromszög. |
| Harckocsi, páncélozott harcjármű                     |        |            |          |            | Armour, tank                                                   | Stilizált lánctalp |
| Tüzérség                                             |        |            |          |            | Artillery                                                      | Ágyúgolyó ikon. |
| Forgószárnyas repülőgépek                            |        |            |          |            | Rotary-wing aviation                                           | Helikopter forgószárnyait idéző ikon. |
| Merev szárnyú repülőgépek                            |        |            |          |            | Fixed wing aviation                                            | Légcsavar ikon. |
| Fegyverrel védett katonai pontonhidat építő alakulat |        |            |          |            | Bridging, armoured vehicle-launched bridge                     | A híd térképjele. |
| COMBAT SERVICE SUPPORT                               |        |            |          |            | Combat service support                                         | |
| Kombinált fegyverzetű erők                           |        |            |          |            | Combined arms, Combined Manoeuvre Arms.                        | A kombinált fegyverzet a hadviselés egy olyan megközelítése, amely a hadsereg különböző harci fegyvereinek integrálására törekszik, hogy kölcsönösen kiegészítsék egymást (például gyalogság és páncélzat alkalmazása városi környezetben, ahol mindegyik támogatja a másikat). |
| Műszaki alakulat                                     |        |            |          |            | Military engineer                                              | Stilizált híd. |
| Rádiós és rádióelektronikai hírszerzés               |        |            |          |            | Electronic ranging                                             | Parabolaantenna-jel. A katonai felderítés ezen fajtája az ellenséges rádióforgalmazás (radar, távközlés, telemetria, IT) elfogása és elemzése alapján jut értékelhető katonai és polgári hírszerzési adatokhoz.                                                                 |
| Elektronikus hadviselés                              |        |            |          |            | Electronic warfare.                                            | Az EW alkalmazható légi, tengeri, szárazföldi és/vagy űrbeli személyzettel és személyzet nélküli rendszerekkel, és célba veheti a kommunikációt, a radarokat vagy más katonai és polgári eszközöket.                                                                            |
| Aknamentesítés                                       |        |            |          |            | Explosive ordnance disposal                                    | |
| Üzemanyag, kőolaj, olaj és kenőanyag                 |        |            |          |            | Fuel, or petroleum, oil, and lubricants ("POL")                | Stilizált üzemanyagtöltő tölcsér. |
| Tábori kórház                                        |        |            |          |            | Field hospital                                                 | A klasszikus kereszt jele (fekete oldalfelező merőlegesek) és egy H betű rajzolata. |
| Főparancsnokság egység                               |        |            |          |            | Headquarters (HQ) unit                                         | Ez a főparancsnokság egysége, nem maga a főhadiszállás. A főhadiszállás fizikai helyzetét egy üres téglalap ábrázolja, amelynek bal alsó sarkába ereszkedő vonal látható. |
| Gyalogság                                            |        |            |          |            | Infantry                                                       | Napóleon gyalogsága hordta a lőszert keresztbe vetve a felsőtestén, ezért X a gyalogság jele. |
| Karbantartó egység                                   |        |            |          |            | Maintenance, repair and operations                             | |
| Harctéri egészségügyi ellátó                         |        |            |          |            | Medical                                                        | A Nemzetközi Vöröskereszt jele után. |
| Katonai meteorológia                                 |        |            |          |            | Military meteorology                                           | |
| Irányított rakéta                                    |        |            |          |            | Missile                                                        | Stilizált rakéta képe. |
| Aknavető                                             |        |            |          |            | Mortar                                                         | A jel szimbolizálja a mozsár lövedékének magas röppályáját. |
| Katonai rendészet                                    |        |            |          |            | Military police                                                | |
| Haditengerészet                                      |        |            |          |            | Navy                                                           | |
| ABV-fegyverek elleni védekezés                       |        |            |          |            | Chemical, biological, radiological, and nuclear (CBRN) defence | Két egymást keresztező lombik |
| Lőszer 2.                                            |        |            |          |            | (derived from crossed cannon behind a disc)                    | |
| Rádiólokátor                                         |        |            |          |            | Radar                                                          | Stilizált parabolaantenna. |
| Lélektani hadviselés                                 |        |            |          |            | Psychological operations                                       | Propagandára utaló hangszóró ikon. |
| Katonai hírszerzés vagy Lovasság                     |        |            |          |            | Reconnaissance or cavalry                                      | A felderítési feladatokat gyakorta látták el lovas alakulatok, amelyek ma már elenyésző részét képviselik a modern hadseregnek, ezért – egyfajta hagyományőrzésként – ugyan az a két egység jele.                                                                               |
| Kommunikációs egység                                 |        |            |          |            | Military communications                                        | A rádiókat azonosító villám ikon felhasználásával. |
| Különleges erők                                      |        |            |          |            | Special forces                                                 | A különleges erők kifejezés egy egységre utal (amely különleges feladatok végrehajtására képes), míg a különleges műveleti erők kifejezést szélesebb körben használják az ilyen típusú egységekre.                                                                              |
| Különleges műveleti erők                             |        |            |          |            | Special operations forces                                      | A különleges erők kifejezés egy egységre utal (amely különleges feladatok végrehajtására képes), míg a különleges műveleti erők kifejezést szélesebb körben használják az ilyen típusú egységekre.                                                                              |
| Ellátó egység                                        |        |            |          |            | Military logistics                                             | |
| Térképész                                            |        |            |          |            | Topographical                                                  | Stilizált szextáns |
| Szállító egység                                      |        |            |          |            | Military logistics > Transportation                            | Egyszerűsített kerék ikon. |
| Pilóta nélküli repülőgép                             |        |            |          |            | Unmanned air vehicle                                           | Repülőszárny sziluett. |

### Egységikon-módosítók
Az egységszimbólumok egymástól függetlenül és kombinációkban is használhatók. Vannak olyan szimbólumok is, amelyek önmagukban nem jelenhetnek meg, de csak más egységszimbólumok módosítására használhatók. Ezért az itt felsorolt ikonok az A (lila) mező vízszintes alsó vagy felső harmadába kerülnek.
| Módosítás jelentése                        | Barát | Ellenség | Semleges | Ismeretlen | Magyarázat | Angol kifejezés                        |
| ------------------------------------------ | ----- | -------- | -------- | ---------- | --- | -------------------------------------- |
| Légideszant                                |       |          |          |            | A légideszant erők olyan szárazföldi harci egységek, amelyeket repülőgépek szállítanak és légi harci zónákba dobnak, jellemzően ejtőernyős leejtéssel vagy légi támadással. Az ejtőernyős képesítéssel rendelkező, légideszant haderőben szolgáló gyalogos katonákat ejtőernyősnek is nevezik. | Airborne.                              |
| Ejtőernyős                                 |       |          |          |            | | Angolul: Parachute                     |
| Légi szállítású                            |       |          |          |            | A légi támadás a szárazföldi katonai erő függőleges fel- és leszálló (VTOL) repülőgép – például helikopter – általi mozgatása. | air assault vagy airmobile.            |
| Gyalogság önerős légiszállítással          |       |          |          |            | Olyan könnyűgyalogsági egység (zászlóalj, dandár vagy hadosztály), amely parancsnoksága közös a támogató légiközlekedési egységével. A légideszant, ejtőernyős és légi szállítás esetén a parancsnokság nem közös.                                                                             | Airmobile with organic lift            |
| Kétéltű hadviselés                         |       |          |          |            | A kétéltű hadviselés egyfajta támadó katonai művelet, amely manapság haditengerészeti hajókat használ arra, hogy a szárazföldi és légi erőt egy ellenséges vagy potenciálisan ellenséges partra irányítsák egy kijelölt leszállóponton.                                                        | Amphibious warfare                     |
| Motorizált gyalogság                       |       |          |          |            | A motorizált gyalogság olyan gyalogság, amelyet teherautókkal vagy más gépjárművekkel szállítanak. Megkülönböztetik a gépesített gyalogságtól, amelyet páncélozott szállítójárművekben vagy gyalogsági harcjárművekben szállítanak, illetve a könnyű gyalogságtól.                             | Motorized infantry                     |
| Hegyi hadviselés                           |       |          |          |            | A hegyi hadviselés (más néven alpesi hadviselés) a hegyekben vagy hasonlóan típusú terepen folytatott hadviselés. | Mountain warfare                       |
| Ágyúval vagy fegyverrendszerrel felszerelt |       |          |          |            | | Angolul: Cannon or gun system equipped |
| Terepjárásra képes, kerekes                |       |          |          |            | | Wheeled and cross-country capable      |

## Egységméretjelzések
Az egységszimbólum felett az egység méretét jelző szimbólum jeleníthető meg:
| Szimbólum | Magyar elnevezés              | Angol elnevezés                                                | Jellemző létszám   | Jellemző alkotó egységek Magyar példák |
| --------- | ----------------------------- | -------------------------------------------------------------- | ------------------ | --- |
|           |                               | Unified combatant command                                      | 250 000–1 000 000+ | Több hadseregcsoport (békeidőben igen ritka) |
|           | Hadseregcsoport               | Army group, Air Forces Command                                 | 120 000–500 000    | Több hadsereg vagy légierő |
|           | Hadsereg                      | Field army, Air force                                          | 100 000            | 2-4 harcképes hadtest (5–10 harcképes hadosztály) és támogatása |
|           | Hadtest                       | Corps                                                          | 30 000–90 000      | 2-4 harcképes hadosztály és támogatása |
|           | Hadosztály                    | Division                                                       | 10,000–20,000      | Több ezredből és/vagy dandárból |
|           | Dandár                        | Brigade, Wing (légierő)                                        | 2 000–20 000       | * MH 2. vitéz Bertalan Árpád Különleges Rendeltetésű Dandár * MH 5. Bocskai István Lövészdandár * MH 25. Klapka György Lövészdandár                                                                              |
|           | Ezred                         | Regiment, CS vagy CSS Group), Group (légierő)                  | 700-2000 500–3 000 | 2-4 zászlóalj * MH 12. Arrabona Légvédelmi Rakétaezred * MH 43. Nagysándor József Híradó és Vezetéstámogató Ezred * MH 64. Boconádi Szabó József Logisztikai Ezred 3–7 zászlóalj (általában azonos haderőnemből) |
|           | Zászlóalj                     | Battalion, Regiment, U.S. Cavalry Squadron, Squadron (légierő) | 400-800 300–1,000  | ???-??? 2–6 század, üteg |
|           | Század (katonai egység), Üteg | Company, Artillery Battery, Squadron, U.S. Cavalry Troop       | 75-200 60–250      | 2-8 2-5 szakasz |
|           |                               | Staffel, echelon (csak Németországban létezik)                 | 50-90              | 2 szakasz vagy 6-10 Section |
|           | Szakasz                       | Platoon, Troop, Flight (légierőnél)                            | 30-50 25–40        | 2-5 3-5 raj vagy harci jármű |
|           |                               | Section                                                        | 7–13               | 2–3 fireteams |
|           | Raj                           | Squad                                                          | 8-15 5–10          | 1–2 fireteams |
|           |                               | Fireteam                                                       | 3–5                | tűzpár |